# Volleybalclub Herk-de-Stad
Il Volleybalclub Herk-de-Stad è una società pallavolistica belga maschile con sede a Herk-de-Stad: milita nel campionato belga di Liga B.

## Denominazioni precedenti
- 2002-2011: Volleybalclub Schuvoc Halen